# Charles-Georges Cassou
Charles-Georges Cassou (1887-1947) fue un escultor francés.

## Datos biográficos
Charles-Georges Cassou nació en París, Francia en 1887.
Alumno de Coutan en la Escuela Nacional Superior de Bellas Artes de París, fue ganador del Premio de Roma de la escuela en 1920. La escultura en bulto redondo ganadora se tituló  Consolation y estaba realizada en yeso.
Miembro de la Sociedad de los Artistas franceses , expuso regularmente en el Salón de París, donde obtuvo una medalla de oro en la edición de 1926, fue el autor de numerosas obras adquiridas por entidades públicas y privadas . 
Su estilo está en consonancia con el de la Tercera República Francesa de gusto académico , perfecto representante del naturalismo, su calma y realismo y el gusto por lo decorativo. 
La actividad escultórica de Cassou se localiza en París en las décadas de 1920 y 1930.
De la década de 1920 es un busto de André Bouxin en mármol blanco, que se conserva en el ayuntamiento de Aubenton
De 1930 es una figura grande titulada Danzarina oriental .  De 1933 con la misma temática de la danzarina otra escultura más pequeña. Una alegoría marina y la obra titulada La fillette au chat  , todas ellas de bronce.
Es autor de siete esculturas talladas en mármol de Carrara que decoran las Fuentes de Neptuno, en Hearst Castle , California construida durante el periodo 1924-1936. También de la colección de William Randolph Hearst es un grupo de Diana, tallado por Cassou y que se conserva en Forest Lawn. Toda esta producción fue encargada por la arquitecta Julia Morgan que trabajó para Hearst en San Simeón, California.
Algunas de sus obras pueden encontrarse a la venta en los canales del mercado del arte. Entre estas encontramos acuarelas, fundidos en bronce, figuras alegóricas.

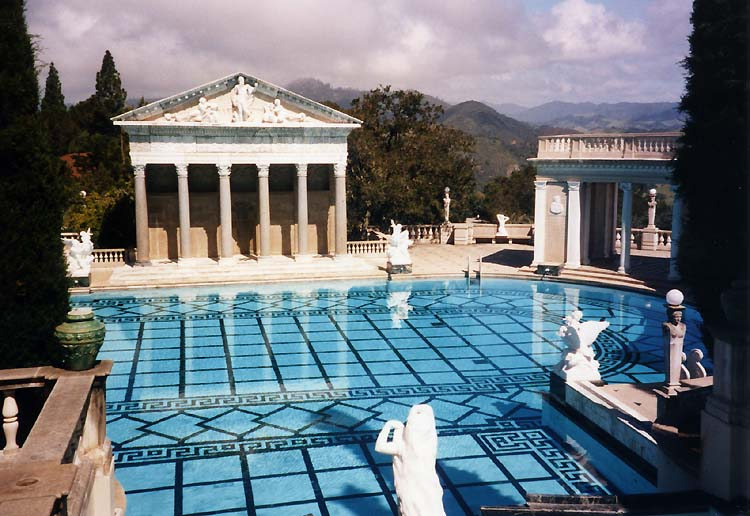
*Piscina de Hearst Castle
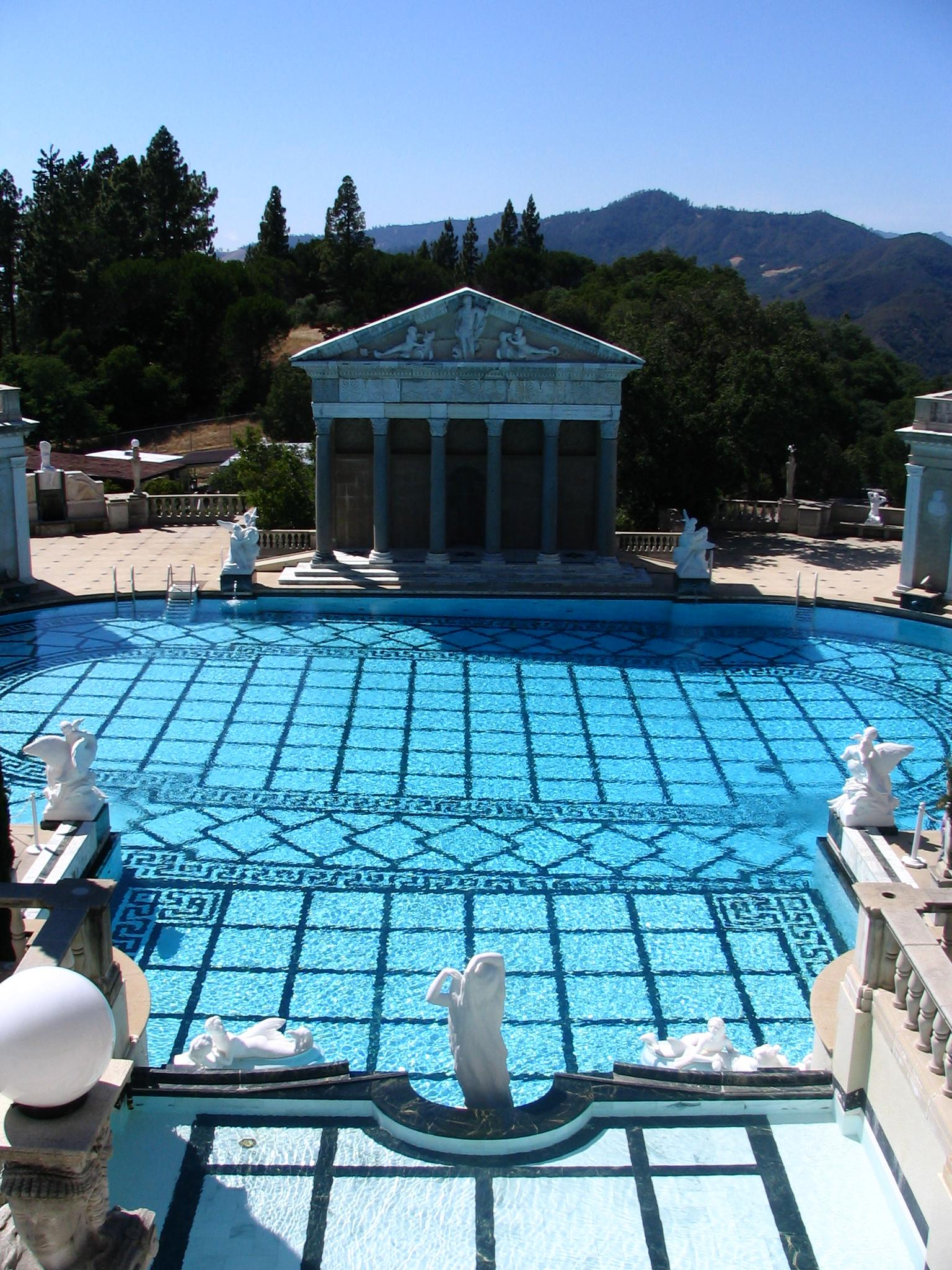
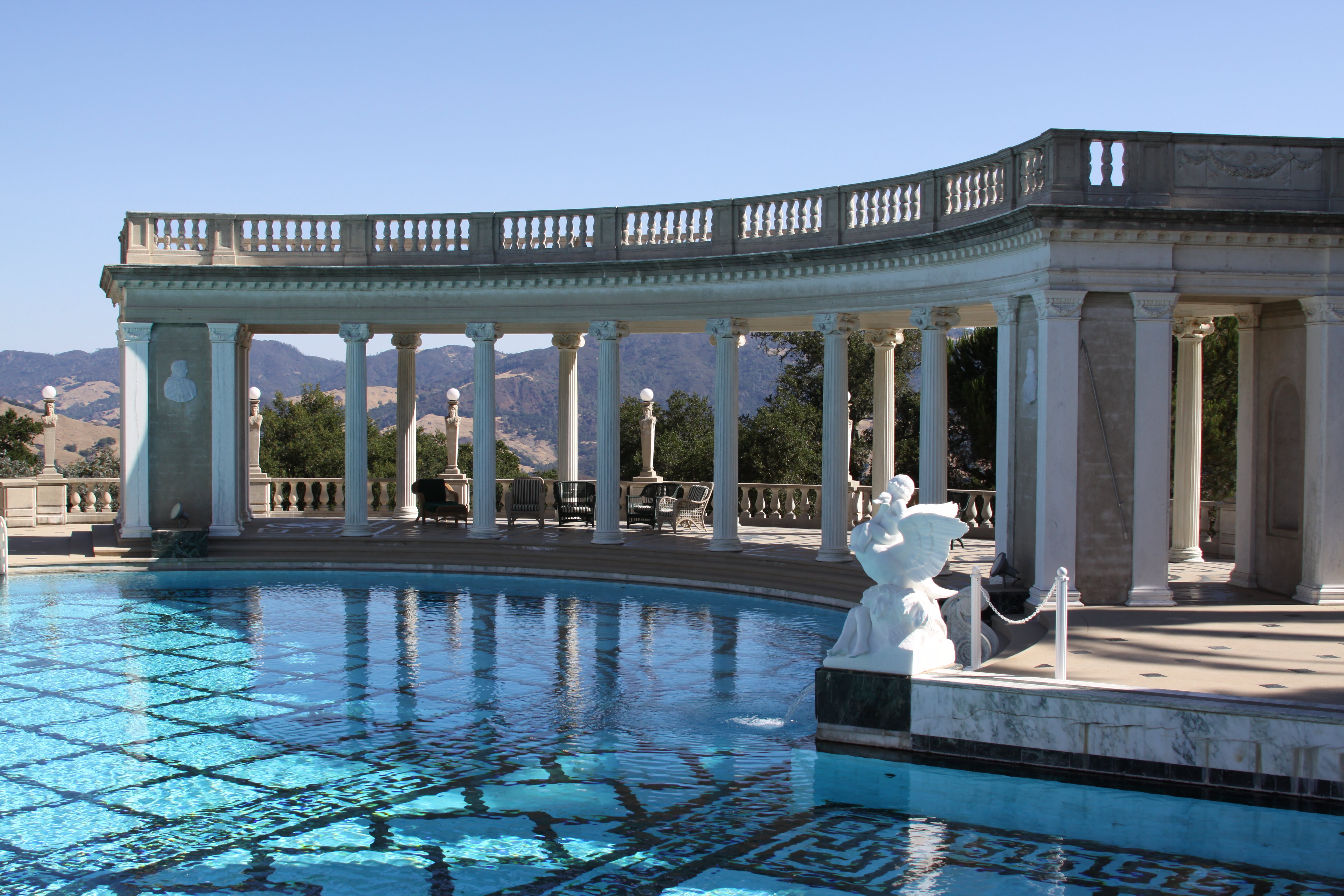
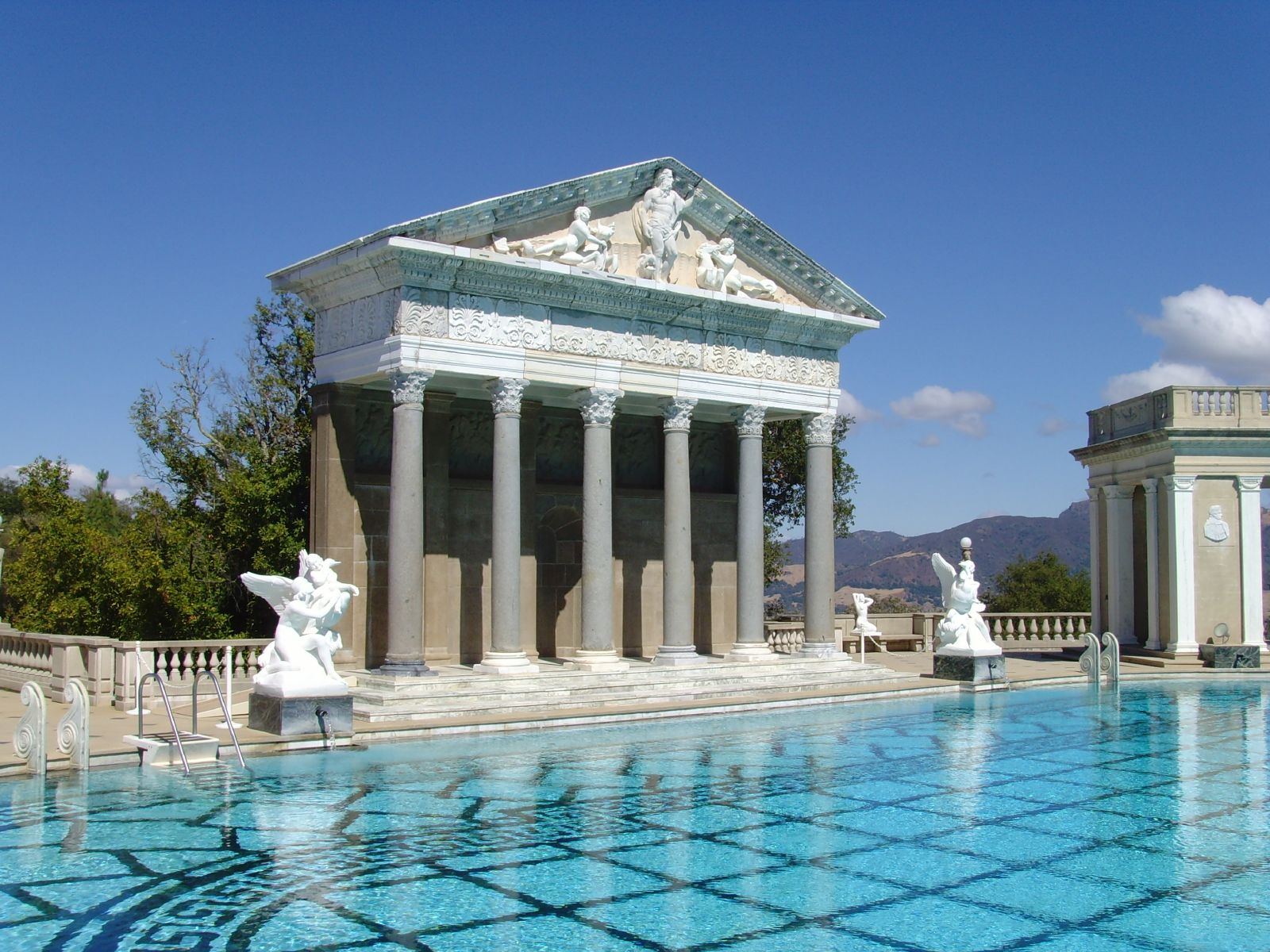

- Busto de Bouxin.  en el ayuntamiento de Aubenton[5] El busto representa las características del joven oficial bajo la apariencia de un joven de rostro hermoso sonriente, es probablemente una obra destinada a un lugar privado, en contraste con el retrato más formal del cementerio de Aubenton. André Bouxin fue un joven oficial de caballería en Siria, falleció en 1922 y el busto fue hecho probablemente entre 1922 y 1925 .
- Infante con gato - La fillette au chat  Archivado el 4 de marzo de 2016 en Wayback Machine., bronce dorado[6]

- Grupo de Diana en Forest Lawn  a los pies de la Fuente de Heron en Hollywood Hills[7]